# Тема Руденко
Тема Руденко — тема в шахматной задаче, а также форма (вид) перемены игры (форма Руденко), в которой две фазы связаны таким образом, что матующие ходы идейных вариантов одной фазы становятся множественной угрозой в другой фазе. Тема позволяет органично включить в содержание задачи фазу с произвольной переменой. Названа по имени Валентина Руденко, впервые выразившего тему в двухходовке:
|   | a | b | c | d | e | f | g | h |   |
| - | --- | --- | --- | --- | --- | --- | --- | --- | - |
| 8 | f8 белый слон · a7 чёрная ладья · c7 чёрный слон · f7 чёрная пешка · h7 белый слон · c6 чёрная пешка · e6 чёрный король · f6 чёрный конь · h6 белая ладья · e5 белый конь · h5 чёрная ладья · d4 белый ферзь · g4 белая пешка · b1 чёрный конь · c1 белый король · d1 белая ладья | f8 белый слон · a7 чёрная ладья · c7 чёрный слон · f7 чёрная пешка · h7 белый слон · c6 чёрная пешка · e6 чёрный король · f6 чёрный конь · h6 белая ладья · e5 белый конь · h5 чёрная ладья · d4 белый ферзь · g4 белая пешка · b1 чёрный конь · c1 белый король · d1 белая ладья | f8 белый слон · a7 чёрная ладья · c7 чёрный слон · f7 чёрная пешка · h7 белый слон · c6 чёрная пешка · e6 чёрный король · f6 чёрный конь · h6 белая ладья · e5 белый конь · h5 чёрная ладья · d4 белый ферзь · g4 белая пешка · b1 чёрный конь · c1 белый король · d1 белая ладья | f8 белый слон · a7 чёрная ладья · c7 чёрный слон · f7 чёрная пешка · h7 белый слон · c6 чёрная пешка · e6 чёрный король · f6 чёрный конь · h6 белая ладья · e5 белый конь · h5 чёрная ладья · d4 белый ферзь · g4 белая пешка · b1 чёрный конь · c1 белый король · d1 белая ладья | f8 белый слон · a7 чёрная ладья · c7 чёрный слон · f7 чёрная пешка · h7 белый слон · c6 чёрная пешка · e6 чёрный король · f6 чёрный конь · h6 белая ладья · e5 белый конь · h5 чёрная ладья · d4 белый ферзь · g4 белая пешка · b1 чёрный конь · c1 белый король · d1 белая ладья | f8 белый слон · a7 чёрная ладья · c7 чёрный слон · f7 чёрная пешка · h7 белый слон · c6 чёрная пешка · e6 чёрный король · f6 чёрный конь · h6 белая ладья · e5 белый конь · h5 чёрная ладья · d4 белый ферзь · g4 белая пешка · b1 чёрный конь · c1 белый король · d1 белая ладья | f8 белый слон · a7 чёрная ладья · c7 чёрный слон · f7 чёрная пешка · h7 белый слон · c6 чёрная пешка · e6 чёрный король · f6 чёрный конь · h6 белая ладья · e5 белый конь · h5 чёрная ладья · d4 белый ферзь · g4 белая пешка · b1 чёрный конь · c1 белый король · d1 белая ладья | f8 белый слон · a7 чёрная ладья · c7 чёрный слон · f7 чёрная пешка · h7 белый слон · c6 чёрная пешка · e6 чёрный король · f6 чёрный конь · h6 белая ладья · e5 белый конь · h5 чёрная ладья · d4 белый ферзь · g4 белая пешка · b1 чёрный конь · c1 белый король · d1 белая ладья | 8 |
| 7 | f8 белый слон · a7 чёрная ладья · c7 чёрный слон · f7 чёрная пешка · h7 белый слон · c6 чёрная пешка · e6 чёрный король · f6 чёрный конь · h6 белая ладья · e5 белый конь · h5 чёрная ладья · d4 белый ферзь · g4 белая пешка · b1 чёрный конь · c1 белый король · d1 белая ладья | f8 белый слон · a7 чёрная ладья · c7 чёрный слон · f7 чёрная пешка · h7 белый слон · c6 чёрная пешка · e6 чёрный король · f6 чёрный конь · h6 белая ладья · e5 белый конь · h5 чёрная ладья · d4 белый ферзь · g4 белая пешка · b1 чёрный конь · c1 белый король · d1 белая ладья | f8 белый слон · a7 чёрная ладья · c7 чёрный слон · f7 чёрная пешка · h7 белый слон · c6 чёрная пешка · e6 чёрный король · f6 чёрный конь · h6 белая ладья · e5 белый конь · h5 чёрная ладья · d4 белый ферзь · g4 белая пешка · b1 чёрный конь · c1 белый король · d1 белая ладья | f8 белый слон · a7 чёрная ладья · c7 чёрный слон · f7 чёрная пешка · h7 белый слон · c6 чёрная пешка · e6 чёрный король · f6 чёрный конь · h6 белая ладья · e5 белый конь · h5 чёрная ладья · d4 белый ферзь · g4 белая пешка · b1 чёрный конь · c1 белый король · d1 белая ладья | f8 белый слон · a7 чёрная ладья · c7 чёрный слон · f7 чёрная пешка · h7 белый слон · c6 чёрная пешка · e6 чёрный король · f6 чёрный конь · h6 белая ладья · e5 белый конь · h5 чёрная ладья · d4 белый ферзь · g4 белая пешка · b1 чёрный конь · c1 белый король · d1 белая ладья | f8 белый слон · a7 чёрная ладья · c7 чёрный слон · f7 чёрная пешка · h7 белый слон · c6 чёрная пешка · e6 чёрный король · f6 чёрный конь · h6 белая ладья · e5 белый конь · h5 чёрная ладья · d4 белый ферзь · g4 белая пешка · b1 чёрный конь · c1 белый король · d1 белая ладья | f8 белый слон · a7 чёрная ладья · c7 чёрный слон · f7 чёрная пешка · h7 белый слон · c6 чёрная пешка · e6 чёрный король · f6 чёрный конь · h6 белая ладья · e5 белый конь · h5 чёрная ладья · d4 белый ферзь · g4 белая пешка · b1 чёрный конь · c1 белый король · d1 белая ладья | f8 белый слон · a7 чёрная ладья · c7 чёрный слон · f7 чёрная пешка · h7 белый слон · c6 чёрная пешка · e6 чёрный король · f6 чёрный конь · h6 белая ладья · e5 белый конь · h5 чёрная ладья · d4 белый ферзь · g4 белая пешка · b1 чёрный конь · c1 белый король · d1 белая ладья | 7 |
| 6 | f8 белый слон · a7 чёрная ладья · c7 чёрный слон · f7 чёрная пешка · h7 белый слон · c6 чёрная пешка · e6 чёрный король · f6 чёрный конь · h6 белая ладья · e5 белый конь · h5 чёрная ладья · d4 белый ферзь · g4 белая пешка · b1 чёрный конь · c1 белый король · d1 белая ладья | f8 белый слон · a7 чёрная ладья · c7 чёрный слон · f7 чёрная пешка · h7 белый слон · c6 чёрная пешка · e6 чёрный король · f6 чёрный конь · h6 белая ладья · e5 белый конь · h5 чёрная ладья · d4 белый ферзь · g4 белая пешка · b1 чёрный конь · c1 белый король · d1 белая ладья | f8 белый слон · a7 чёрная ладья · c7 чёрный слон · f7 чёрная пешка · h7 белый слон · c6 чёрная пешка · e6 чёрный король · f6 чёрный конь · h6 белая ладья · e5 белый конь · h5 чёрная ладья · d4 белый ферзь · g4 белая пешка · b1 чёрный конь · c1 белый король · d1 белая ладья | f8 белый слон · a7 чёрная ладья · c7 чёрный слон · f7 чёрная пешка · h7 белый слон · c6 чёрная пешка · e6 чёрный король · f6 чёрный конь · h6 белая ладья · e5 белый конь · h5 чёрная ладья · d4 белый ферзь · g4 белая пешка · b1 чёрный конь · c1 белый король · d1 белая ладья | f8 белый слон · a7 чёрная ладья · c7 чёрный слон · f7 чёрная пешка · h7 белый слон · c6 чёрная пешка · e6 чёрный король · f6 чёрный конь · h6 белая ладья · e5 белый конь · h5 чёрная ладья · d4 белый ферзь · g4 белая пешка · b1 чёрный конь · c1 белый король · d1 белая ладья | f8 белый слон · a7 чёрная ладья · c7 чёрный слон · f7 чёрная пешка · h7 белый слон · c6 чёрная пешка · e6 чёрный король · f6 чёрный конь · h6 белая ладья · e5 белый конь · h5 чёрная ладья · d4 белый ферзь · g4 белая пешка · b1 чёрный конь · c1 белый король · d1 белая ладья | f8 белый слон · a7 чёрная ладья · c7 чёрный слон · f7 чёрная пешка · h7 белый слон · c6 чёрная пешка · e6 чёрный король · f6 чёрный конь · h6 белая ладья · e5 белый конь · h5 чёрная ладья · d4 белый ферзь · g4 белая пешка · b1 чёрный конь · c1 белый король · d1 белая ладья | f8 белый слон · a7 чёрная ладья · c7 чёрный слон · f7 чёрная пешка · h7 белый слон · c6 чёрная пешка · e6 чёрный король · f6 чёрный конь · h6 белая ладья · e5 белый конь · h5 чёрная ладья · d4 белый ферзь · g4 белая пешка · b1 чёрный конь · c1 белый король · d1 белая ладья | 6 |
| 5 | f8 белый слон · a7 чёрная ладья · c7 чёрный слон · f7 чёрная пешка · h7 белый слон · c6 чёрная пешка · e6 чёрный король · f6 чёрный конь · h6 белая ладья · e5 белый конь · h5 чёрная ладья · d4 белый ферзь · g4 белая пешка · b1 чёрный конь · c1 белый король · d1 белая ладья | f8 белый слон · a7 чёрная ладья · c7 чёрный слон · f7 чёрная пешка · h7 белый слон · c6 чёрная пешка · e6 чёрный король · f6 чёрный конь · h6 белая ладья · e5 белый конь · h5 чёрная ладья · d4 белый ферзь · g4 белая пешка · b1 чёрный конь · c1 белый король · d1 белая ладья | f8 белый слон · a7 чёрная ладья · c7 чёрный слон · f7 чёрная пешка · h7 белый слон · c6 чёрная пешка · e6 чёрный король · f6 чёрный конь · h6 белая ладья · e5 белый конь · h5 чёрная ладья · d4 белый ферзь · g4 белая пешка · b1 чёрный конь · c1 белый король · d1 белая ладья | f8 белый слон · a7 чёрная ладья · c7 чёрный слон · f7 чёрная пешка · h7 белый слон · c6 чёрная пешка · e6 чёрный король · f6 чёрный конь · h6 белая ладья · e5 белый конь · h5 чёрная ладья · d4 белый ферзь · g4 белая пешка · b1 чёрный конь · c1 белый король · d1 белая ладья | f8 белый слон · a7 чёрная ладья · c7 чёрный слон · f7 чёрная пешка · h7 белый слон · c6 чёрная пешка · e6 чёрный король · f6 чёрный конь · h6 белая ладья · e5 белый конь · h5 чёрная ладья · d4 белый ферзь · g4 белая пешка · b1 чёрный конь · c1 белый король · d1 белая ладья | f8 белый слон · a7 чёрная ладья · c7 чёрный слон · f7 чёрная пешка · h7 белый слон · c6 чёрная пешка · e6 чёрный король · f6 чёрный конь · h6 белая ладья · e5 белый конь · h5 чёрная ладья · d4 белый ферзь · g4 белая пешка · b1 чёрный конь · c1 белый король · d1 белая ладья | f8 белый слон · a7 чёрная ладья · c7 чёрный слон · f7 чёрная пешка · h7 белый слон · c6 чёрная пешка · e6 чёрный король · f6 чёрный конь · h6 белая ладья · e5 белый конь · h5 чёрная ладья · d4 белый ферзь · g4 белая пешка · b1 чёрный конь · c1 белый король · d1 белая ладья | f8 белый слон · a7 чёрная ладья · c7 чёрный слон · f7 чёрная пешка · h7 белый слон · c6 чёрная пешка · e6 чёрный король · f6 чёрный конь · h6 белая ладья · e5 белый конь · h5 чёрная ладья · d4 белый ферзь · g4 белая пешка · b1 чёрный конь · c1 белый король · d1 белая ладья | 5 |
| 4 | f8 белый слон · a7 чёрная ладья · c7 чёрный слон · f7 чёрная пешка · h7 белый слон · c6 чёрная пешка · e6 чёрный король · f6 чёрный конь · h6 белая ладья · e5 белый конь · h5 чёрная ладья · d4 белый ферзь · g4 белая пешка · b1 чёрный конь · c1 белый король · d1 белая ладья | f8 белый слон · a7 чёрная ладья · c7 чёрный слон · f7 чёрная пешка · h7 белый слон · c6 чёрная пешка · e6 чёрный король · f6 чёрный конь · h6 белая ладья · e5 белый конь · h5 чёрная ладья · d4 белый ферзь · g4 белая пешка · b1 чёрный конь · c1 белый король · d1 белая ладья | f8 белый слон · a7 чёрная ладья · c7 чёрный слон · f7 чёрная пешка · h7 белый слон · c6 чёрная пешка · e6 чёрный король · f6 чёрный конь · h6 белая ладья · e5 белый конь · h5 чёрная ладья · d4 белый ферзь · g4 белая пешка · b1 чёрный конь · c1 белый король · d1 белая ладья | f8 белый слон · a7 чёрная ладья · c7 чёрный слон · f7 чёрная пешка · h7 белый слон · c6 чёрная пешка · e6 чёрный король · f6 чёрный конь · h6 белая ладья · e5 белый конь · h5 чёрная ладья · d4 белый ферзь · g4 белая пешка · b1 чёрный конь · c1 белый король · d1 белая ладья | f8 белый слон · a7 чёрная ладья · c7 чёрный слон · f7 чёрная пешка · h7 белый слон · c6 чёрная пешка · e6 чёрный король · f6 чёрный конь · h6 белая ладья · e5 белый конь · h5 чёрная ладья · d4 белый ферзь · g4 белая пешка · b1 чёрный конь · c1 белый король · d1 белая ладья | f8 белый слон · a7 чёрная ладья · c7 чёрный слон · f7 чёрная пешка · h7 белый слон · c6 чёрная пешка · e6 чёрный король · f6 чёрный конь · h6 белая ладья · e5 белый конь · h5 чёрная ладья · d4 белый ферзь · g4 белая пешка · b1 чёрный конь · c1 белый король · d1 белая ладья | f8 белый слон · a7 чёрная ладья · c7 чёрный слон · f7 чёрная пешка · h7 белый слон · c6 чёрная пешка · e6 чёрный король · f6 чёрный конь · h6 белая ладья · e5 белый конь · h5 чёрная ладья · d4 белый ферзь · g4 белая пешка · b1 чёрный конь · c1 белый король · d1 белая ладья | f8 белый слон · a7 чёрная ладья · c7 чёрный слон · f7 чёрная пешка · h7 белый слон · c6 чёрная пешка · e6 чёрный король · f6 чёрный конь · h6 белая ладья · e5 белый конь · h5 чёрная ладья · d4 белый ферзь · g4 белая пешка · b1 чёрный конь · c1 белый король · d1 белая ладья | 4 |
| 3 | f8 белый слон · a7 чёрная ладья · c7 чёрный слон · f7 чёрная пешка · h7 белый слон · c6 чёрная пешка · e6 чёрный король · f6 чёрный конь · h6 белая ладья · e5 белый конь · h5 чёрная ладья · d4 белый ферзь · g4 белая пешка · b1 чёрный конь · c1 белый король · d1 белая ладья | f8 белый слон · a7 чёрная ладья · c7 чёрный слон · f7 чёрная пешка · h7 белый слон · c6 чёрная пешка · e6 чёрный король · f6 чёрный конь · h6 белая ладья · e5 белый конь · h5 чёрная ладья · d4 белый ферзь · g4 белая пешка · b1 чёрный конь · c1 белый король · d1 белая ладья | f8 белый слон · a7 чёрная ладья · c7 чёрный слон · f7 чёрная пешка · h7 белый слон · c6 чёрная пешка · e6 чёрный король · f6 чёрный конь · h6 белая ладья · e5 белый конь · h5 чёрная ладья · d4 белый ферзь · g4 белая пешка · b1 чёрный конь · c1 белый король · d1 белая ладья | f8 белый слон · a7 чёрная ладья · c7 чёрный слон · f7 чёрная пешка · h7 белый слон · c6 чёрная пешка · e6 чёрный король · f6 чёрный конь · h6 белая ладья · e5 белый конь · h5 чёрная ладья · d4 белый ферзь · g4 белая пешка · b1 чёрный конь · c1 белый король · d1 белая ладья | f8 белый слон · a7 чёрная ладья · c7 чёрный слон · f7 чёрная пешка · h7 белый слон · c6 чёрная пешка · e6 чёрный король · f6 чёрный конь · h6 белая ладья · e5 белый конь · h5 чёрная ладья · d4 белый ферзь · g4 белая пешка · b1 чёрный конь · c1 белый король · d1 белая ладья | f8 белый слон · a7 чёрная ладья · c7 чёрный слон · f7 чёрная пешка · h7 белый слон · c6 чёрная пешка · e6 чёрный король · f6 чёрный конь · h6 белая ладья · e5 белый конь · h5 чёрная ладья · d4 белый ферзь · g4 белая пешка · b1 чёрный конь · c1 белый король · d1 белая ладья | f8 белый слон · a7 чёрная ладья · c7 чёрный слон · f7 чёрная пешка · h7 белый слон · c6 чёрная пешка · e6 чёрный король · f6 чёрный конь · h6 белая ладья · e5 белый конь · h5 чёрная ладья · d4 белый ферзь · g4 белая пешка · b1 чёрный конь · c1 белый король · d1 белая ладья | f8 белый слон · a7 чёрная ладья · c7 чёрный слон · f7 чёрная пешка · h7 белый слон · c6 чёрная пешка · e6 чёрный король · f6 чёрный конь · h6 белая ладья · e5 белый конь · h5 чёрная ладья · d4 белый ферзь · g4 белая пешка · b1 чёрный конь · c1 белый король · d1 белая ладья | 3 |
| 2 | f8 белый слон · a7 чёрная ладья · c7 чёрный слон · f7 чёрная пешка · h7 белый слон · c6 чёрная пешка · e6 чёрный король · f6 чёрный конь · h6 белая ладья · e5 белый конь · h5 чёрная ладья · d4 белый ферзь · g4 белая пешка · b1 чёрный конь · c1 белый король · d1 белая ладья | f8 белый слон · a7 чёрная ладья · c7 чёрный слон · f7 чёрная пешка · h7 белый слон · c6 чёрная пешка · e6 чёрный король · f6 чёрный конь · h6 белая ладья · e5 белый конь · h5 чёрная ладья · d4 белый ферзь · g4 белая пешка · b1 чёрный конь · c1 белый король · d1 белая ладья | f8 белый слон · a7 чёрная ладья · c7 чёрный слон · f7 чёрная пешка · h7 белый слон · c6 чёрная пешка · e6 чёрный король · f6 чёрный конь · h6 белая ладья · e5 белый конь · h5 чёрная ладья · d4 белый ферзь · g4 белая пешка · b1 чёрный конь · c1 белый король · d1 белая ладья | f8 белый слон · a7 чёрная ладья · c7 чёрный слон · f7 чёрная пешка · h7 белый слон · c6 чёрная пешка · e6 чёрный король · f6 чёрный конь · h6 белая ладья · e5 белый конь · h5 чёрная ладья · d4 белый ферзь · g4 белая пешка · b1 чёрный конь · c1 белый король · d1 белая ладья | f8 белый слон · a7 чёрная ладья · c7 чёрный слон · f7 чёрная пешка · h7 белый слон · c6 чёрная пешка · e6 чёрный король · f6 чёрный конь · h6 белая ладья · e5 белый конь · h5 чёрная ладья · d4 белый ферзь · g4 белая пешка · b1 чёрный конь · c1 белый король · d1 белая ладья | f8 белый слон · a7 чёрная ладья · c7 чёрный слон · f7 чёрная пешка · h7 белый слон · c6 чёрная пешка · e6 чёрный король · f6 чёрный конь · h6 белая ладья · e5 белый конь · h5 чёрная ладья · d4 белый ферзь · g4 белая пешка · b1 чёрный конь · c1 белый король · d1 белая ладья | f8 белый слон · a7 чёрная ладья · c7 чёрный слон · f7 чёрная пешка · h7 белый слон · c6 чёрная пешка · e6 чёрный король · f6 чёрный конь · h6 белая ладья · e5 белый конь · h5 чёрная ладья · d4 белый ферзь · g4 белая пешка · b1 чёрный конь · c1 белый король · d1 белая ладья | f8 белый слон · a7 чёрная ладья · c7 чёрный слон · f7 чёрная пешка · h7 белый слон · c6 чёрная пешка · e6 чёрный король · f6 чёрный конь · h6 белая ладья · e5 белый конь · h5 чёрная ладья · d4 белый ферзь · g4 белая пешка · b1 чёрный конь · c1 белый король · d1 белая ладья | 2 |
| 1 | f8 белый слон · a7 чёрная ладья · c7 чёрный слон · f7 чёрная пешка · h7 белый слон · c6 чёрная пешка · e6 чёрный король · f6 чёрный конь · h6 белая ладья · e5 белый конь · h5 чёрная ладья · d4 белый ферзь · g4 белая пешка · b1 чёрный конь · c1 белый король · d1 белая ладья | f8 белый слон · a7 чёрная ладья · c7 чёрный слон · f7 чёрная пешка · h7 белый слон · c6 чёрная пешка · e6 чёрный король · f6 чёрный конь · h6 белая ладья · e5 белый конь · h5 чёрная ладья · d4 белый ферзь · g4 белая пешка · b1 чёрный конь · c1 белый король · d1 белая ладья | f8 белый слон · a7 чёрная ладья · c7 чёрный слон · f7 чёрная пешка · h7 белый слон · c6 чёрная пешка · e6 чёрный король · f6 чёрный конь · h6 белая ладья · e5 белый конь · h5 чёрная ладья · d4 белый ферзь · g4 белая пешка · b1 чёрный конь · c1 белый король · d1 белая ладья | f8 белый слон · a7 чёрная ладья · c7 чёрный слон · f7 чёрная пешка · h7 белый слон · c6 чёрная пешка · e6 чёрный король · f6 чёрный конь · h6 белая ладья · e5 белый конь · h5 чёрная ладья · d4 белый ферзь · g4 белая пешка · b1 чёрный конь · c1 белый король · d1 белая ладья | f8 белый слон · a7 чёрная ладья · c7 чёрный слон · f7 чёрная пешка · h7 белый слон · c6 чёрная пешка · e6 чёрный король · f6 чёрный конь · h6 белая ладья · e5 белый конь · h5 чёрная ладья · d4 белый ферзь · g4 белая пешка · b1 чёрный конь · c1 белый король · d1 белая ладья | f8 белый слон · a7 чёрная ладья · c7 чёрный слон · f7 чёрная пешка · h7 белый слон · c6 чёрная пешка · e6 чёрный король · f6 чёрный конь · h6 белая ладья · e5 белый конь · h5 чёрная ладья · d4 белый ферзь · g4 белая пешка · b1 чёрный конь · c1 белый король · d1 белая ладья | f8 белый слон · a7 чёрная ладья · c7 чёрный слон · f7 чёрная пешка · h7 белый слон · c6 чёрная пешка · e6 чёрный король · f6 чёрный конь · h6 белая ладья · e5 белый конь · h5 чёрная ладья · d4 белый ферзь · g4 белая пешка · b1 чёрный конь · c1 белый король · d1 белая ладья | f8 белый слон · a7 чёрная ладья · c7 чёрный слон · f7 чёрная пешка · h7 белый слон · c6 чёрная пешка · e6 чёрный король · f6 чёрный конь · h6 белая ладья · e5 белый конь · h5 чёрная ладья · d4 белый ферзь · g4 белая пешка · b1 чёрный конь · c1 белый король · d1 белая ладья | 1 |
|   | a | b | c | d | e | f | g | h |   |

1-я фаза с идейными матами: 1. Сg8? (~ 2. С:f7#)

1. … Л:e5 2. Фd7#,

1. … С:e5 2. Фc4#, но 1. … Сb8!

2-я фаза: 1. Кd3? (~ 2. Л:f6#)

1. … Лe5 2. Кf4#,

1. … Сe5 2. Кc5#, но 1. … Лd5!

В решении 1. Лe1! грозят оба идейных мата из 1-й фазы: 2. Фd7# и Фc4#,

1. … Л:e5 2. Сf5#,

1. … С:e5 2. Фd6# Тема Руденко в первой и третьей фазе. Вторая фаза дополняет комплекс темой Загоруйко. В целом в задаче представлена трёхфазная перемена игры в форме Загоруйко и Руденко.